# Emil Gane
Emil Gane (n. 8 august 1906, Codreanca, Imperiul Rus – d. 2 mai 1966, Buzău, România) a fost un arhivar, slavist, filolog și publicist român originar din Basarabia, activ în perioada interbelică, în timpul ocupației sovietice și postbelic. Specialist în literatura slavă comparată, Gane a avut un parcurs biografic controversat, fiind implicat în proiectul sovietic de moldovenizare lingvistică, dar ulterior el însuși victimă a represiunii staliniste, deportat în Gulag.

## Începuturi
Emil Gane s-a născut la 8 august 1906 în satul Cobâlca, județul Orhei (astăzi în raionul Strășeni, Republica Moldova). A urmat cursurile Facultății de Litere a Universității din Iași, apoi s-a specializat în slavistică la Universitatea Carolină din Praga, unde a obținut titlul de doctor în literatura slavă comparată. Tema tezei sale a fost: Motivele moldovenești în opera lui A.S. Pușkin.
În perioada interbelică, a fost activ în viața culturală și științifică din Basarabia. A ocupat funcția de subdirector al Arhivelor Statului din Chișinău, a fost secretar general al Regionalei Fundațiilor Culturale Regale „Principele Carol” și redactor al ziarului Cuvânt moldovenesc. A colaborat la numeroase publicații: Slavia, Țentralnaia Evropa, Viața Basarabiei, Arhivele Basarabiei, Arhiva, Adevărul literar și artistic ș.a.

## Activitatea din perioada sovietică
După ocupația sovietică a Basarabiei din iunie 1940, Emil Gane a fost unul dintre intelectualii care s-au adaptat rapid la noul regim. Conform unui raport al Serviciului Special de Informații (SSI) din aprilie 1942, Gane ar fi relatat unor ziariști sovietici că a „salvat” arhiva românească de la Chișinău, împiedicând transferul acesteia în România și sustrăgând un document privitor la Unirea din 1918, pe care l-a folosit pentru a susține că actul unirii s-a făcut „prin silnicie”.
În această perioadă, Gane a fost numit profesor la Institutul Pedagogic din Chișinău, la catedra de „limbă moldovenească”, unde a colaborat strâns cu Ștefan Zelenciuc, lider în cadrul Partidului Comunist din RSS Moldovenească și promotor al tezei staliniste privind existența unei limbi moldovenești distincte de limba română. Gane a pledat această idee în fața lui Nikita Hrușciov, în cadrul unui congres lingvistic desfășurat la Chișinău în ianuarie 1941, în opoziție cu susținătorii unității lingvistice românești, printre care poetul Nicolai Costenco. În cadrul congresului, Gane a susținut că peste 60% din vocabularul limbii române ar fi de origine slavă și a cerut introducerea ortografiei „moldovenești” distincte, „împestrițată cu rusisme și regionalisme”, în școli. A avut astfel un rol major în fundamentarea ideologică a proiectului sovietic de deznaționalizare și rusificare culturală a românilor basarabeni.
La 7 mai 1942, un alt raport al SSI constată următoarele despre Gane: 
„Profesorul Gane a voit să coboare limba română din Basarabia la nivelul unui dialect, drăcește împestrițat cu rusisme și cuvinte populare locale sau fabricate. Erau mulți cei care-i atrăgeau atenția, chiar și unii evrei, asupra absurdităților pe care le susținea. Cursul despre ortografia linghii moldovenești era un fel de invitație la învățarea unei noi limbi, tocmai ceea ce dorea secretarul Partidului bolșevic din Basarabia, Zelenciuc, om al guvernului de la Moscova, care urmărea o tranziție spre limba rusă. (…) Ocupând Basarabia, sovieticii au căutat o justificare pentru acest fapt care să nu se sprijine doar pe forța armată. Pentru început, au avansat pretextul că Basarabia a fost răpită în anul 1918 de către români, pretext care s-a dovedit insuficient. Astfel, bolșevicii căutau justificări de ordin istoric. Prin urmare, a început să se dezvolte o teorie stranie că există un popor moldovenesc diferit de cel român ca origine și caracter. Prin lansarea noii teorii, bolșevicii urmăreau să insufle poporului român din Basarabia că este un popor moldovenesc, cu totul deosebit, și să-i înăbușe conștiința că face parte integrantă din comunitatea românească, iar pe de altă parte să preîntâmpine o ulterioară pretenție asupra Basarabiei din partea României. Transplantată în corpul limbii, această teorie trebuia să ridice un zid de nepătruns între limba română și o limbă artificial creată în laborator. Se urmărea astfel ruperea legăturilor poporului român din Basarabia cu tradițiile culturale ale întregului neam, printr-o infiltrare continuă și metodică a elementelor rusești în limba română, se avea în vedere mai ales deznaționalizarea radicală a maselor și înecarea lor în marea masă a slavismului. Construită de oameni inculți, teoria de mai sus putea avea circulație în Transnistria unde masa populației a trăit în întuneric, dar nu putea avea circulație în Basarabia unde intelectualii români cunoscuseră adevărul istoric și respectul pentru metodele științifice europene. De acest lucru și-au dat seama bolșevicii din primele momente ale intrării lor în Basarabia, motiv pentru care au trecut la recrutarea de aliați din rândul intelectualității române. Scopul lor era să spargă frontul de luptă și să dea teoriilor lor un prestigiu științific, care să fie impus maselor din Basarabia. Cum lupta împotriva slavizării și deznaționalizării era acută, bolșevicii au organizat un congres în care să se discute problemele limbii și la care să-și spună cuvântul elementele din Basarabia. Congresul a avut loc la Chișinău și au luat parte și profesori de limbi străine de la Moscova. (…) În final, Congresul a adoptat o nouă ortografie pentru limba moldovenească, care nu se deosebea aproape cu nimic față de ortografia Academiei Române. Apoi, s-a dat ordin să nu se mai vorbească de unitatea românilor, fiindcă prin recunoașterea unității limbii moldovenești s-au creat două popoare distincte: moldovean și român. În această afacere, Emil Gane a jucat unul din rolurile principale, bolșevicii moscoviți utilizându-l fiindcă era român de origine, pregătit științific, fiind doctor în slavistică la Universitatea din Praga, încât lumea vorbea de gramatica lui Gane. La Congres, Gane și-a exprimat bucuria de a-i vedea și pe reprezentanții științei sovietice în mijlocul poporului. A fost un salut și o atitudine de slugărnicie care i-a uimit și până pe oaspeții de la Moscova. Astfel, s-a revenit la situația dinainte de 1918 când românii erau obligați să-și slavizeze numele de familie, iar cei care refuzau erau trimiși în judecată pentru ofensă națiunii.”

## Arestarea și deportarea
După reocuparea Basarabiei de către România în iunie 1941, Emil Gane a încercat să-și nege colaborarea cu autoritățile sovietice, afirmând că acuzațiile la adresa sa nu sunt adevărate și s-a înrolat în Armata Română, lucrând ca traducător pentru Tribunalul Militar. În aprilie 1944 s-a refugiat în România, la Buzău, unde a lucrat ca arhivar, dar în 1947 a fost arestat de autoritățile sovietice, având în vedere niște articole sovietice ale sale din perioada interbelică, precum și faptul că a rămas în România și nu s-a "repatriat" în RSS Moldovenească.
Între 1947 și 1956, Emil Gane a fost deportat în Gulag, pe insula Sahalin din Extremul Orient sovietic. După eliberare, s-a întors la Buzău, unde, din cauza trecutului său de deținut politic, nu i s-a mai permis să-și reia activitatea publicistică sau universitară. 
Emil Gane a decedat în 1966 în Buzău, unde a fost și înmormântat.

## Opera și contribuții
Deși a scris puțin sub formă de volume, Gane a publicat numeroase articole, studii și recenzii, mai ales în presa culturală interbelică și în publicațiile de la Chișinău. A abordat teme de literatură slavă, comparatistică, ideologie și propagandă, printre care:
- Literatura contemporană din Moldova Socialistă
- Curentele literaturii ruse moderne
- Rusia și Europa
- recenzii la volume de literatură sovietică

Gane a fost un documentarist minuțios și un analist fin al discursului ideologic sovietic, chiar dacă unele dintre scrierile sale aveau un pronunțat caracter oportunist, în acord cu linia partidului.

## Evaluare postumă
Figura lui Emil Gane rămâne una controversată. Pe de o parte, a fost un intelectual cu o solidă formație academică, cu contribuții în slavistică și arhivistică. Pe de altă parte, implicarea sa activă în proiectul de slavizare a limbii române din Basarabia, precum și colaborarea cu autoritățile sovietice, i-au atras critici severe din partea contemporanilor și a istoricilor.